# Gammadium

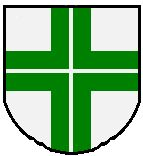
Gammadium

Als Gammadium (von Altgriechisch τετραγαμμάδιον - Viergamma, lat. gammadium oder crux gammata - Gammakreuz; frz. croix gammée) wird in der Heraldik ein Kreuz bezeichnet, das aus einem gemeinen Kreuz gebildet wird, welches senkrecht von einem Pfahl und waagerecht von einem Balken, beide in Fadenstärke, mittig belegt wird. Es ist in der Regel ein Heroldsbild.
Ursprünglich waren auf byzantinischen Gewändern und griechischen Messgewändern Verzierungen aufgebracht, die dem griechischen Großbuchstaben Gamma "Γ" ähnlich waren. Dazu waren vier Gamma-Buchstaben symmetrisch zu einem Kreuz gestellt. Auch Bücherecken wurden mit Gammas geschmückt. Bald wurden auch vier Buchstaben "F", etwas abgewandelt, zu einem Gammadium gestellt und als Turnerkreuz bezeichnet. Dieser  Begriff ist in der  Turnerbewegung verbreitet. Die vier Buchstaben stehen für „Frisch, fromm, fröhlich, frei“. 